# Lijst van beschermd erfgoed in Musson
Onderstaande tabel geeft een overzicht van de beschermde erfgoederen in de gemeente Musson. Het beschermd erfgoed maakt deel uit van het cultureel erfgoed in België.
| Object | Bouwjaar/architect | Deelgemeente | Adres                         | Coördinaten                   | Nummer?                | Afbeelding |
| --- | ------------------ | ------------ | ----------------------------- | ----------------------------- | ---------------------- | --- |
| Moerassen van Cussignière |                    |              |                               | 49° 33' 12" NB, 5° 40' 10" OL | 85026-CLT-0001-01 Info | |
| Calvarie "Croix de Justice" en de resten van de poort van de begraafplaats omgezet in een gedenkteken voor de soldaten, burgers en gevangenen gedeporteerd in 1914, oprichting van een beschermingsgebied |                    |              | place Albert Goffinet, Musson | 49° 33' 32" NB, 5° 42' 20" OL | 85026-CLT-0003-01 Info | Calvarie "Croix de Justice" en de resten van de poort van de begraafplaats omgezet in een gedenkteken voor de soldaten, burgers en gevangenen gedeporteerd in 1914, oprichting van een beschermingsgebied |